# Колесников, Андрей Витальевич (бард)
Андрей Витальевич Колесников (род. 7 ноября 1961, Куйбышев) — поэт, композитор, бард, врач, меценат, лауреат Ильменского (1990 год), Грушинского (1988 год) и ряда других фестивалей.

## Биография
Андрей Колесников родился 7 ноября 1961 года в городе Куйбышеве. Окончил среднюю школу с расширенным преподаванием немецкого языка. Закончил Куйбышевский медицинский институт им. Д. Ульянова (лечебный факультет) в 1985 году и Самарский государственный университет (специальность «Юриспруденция») в 1998 году. По распределению после института работал врачом-терапевтом в селе Алексеевка Куйбышевской области, потом — врачом УЗД в Самаре. Был в первой десятке самарских врачей, прошедших специализацию по ультразвуковой диагностике, повышал свою квалификацию в Германии и Австрии. 
С 2000 года занимается предпринимательской деятельностью в сфере медицины. 

## Авторская песня
В 8 классе научился играть на гитаре и почти сразу начал писать песни. На 3 курсе института написал мюзикл «Провинция», пользовавшийся популярностью в студенческой среде того времени. Мюзикл дописан в 2024 году и готовится к постановке самарским театром «Город». 
Лауреат Грушинского(1988 год), Ильменского (1990 год) и ряда других фестивалей в номинации «Автор».
С 1987 до 2007 года пел в дуэте с Артемом Пименовым, с 2010 по 2013 - в дуэте с Максимом Чикаловым.
С 2013 года выступает в дуэте с Ириной Колесниковой.
С апреля по ноябрь 2024 года был ведущим программы об авторской песне «Знай наших!» на радио «Комсомольская правда в Самаре».
Является одним из активнейших популяризаторов и меценатов жанра авторской песни в целом и творчества бардов Самарского региона в частности. 
Один из организаторов и спонсоров фестиваля памяти Юрия Панюшкина и Сергея Анцинова «А в сентябре…». 
Андрей Колесников - инициатор бард-проекта «Знай наших!», совместно с Ириной Колесниковой провёл более 20 концертов силами самарских бардов и авторов-исполнителей из других городов. 

## Театральная деятельность
С 2016 года совместно с командой авторов работает над музыкально-драматическими спектаклями и мюзиклами.
- Детский музыкальный спектакль «Сказочный Ларец» - Самарский академический театр оперы и балета имени Д.Д. Шостаковича, премьера в сентябре 2016 года. Композитор, автор песен Андрей Колесников, авторы либретто Леонид Острецов и Александр Немировский.
- Музыкально-драматический спектакль «Два благородных дона» - Самарский академический театр драмы им. М. Горького, премьера в июне 2024 года. Вошел в шорт-лист номинантов на Премию «Музыкальное сердце театра». Постановка открыла фестиваль «Музыкальное сердце театра» 15 ноября 2024 года. Композитор, автор песен Андрей Колесников, авторы либретто Леонид Острецов и Александр Немировский.
- Мюзикл для всей семьи «Остров сокровищ» - Ивановский музыкальный театр, премьера в июне 2024 года. Вошел в шорт-лист номинантов на Премию «Музыкальное сердце театра» 2024 года и получил премию зрительских симпатий. Композитор, автор песен Андрей Колесников, композитор Кирилл Острецов, авторы либретто Леонид Острецов и Александр Немировский.
- Мюзикл «Провинция» представлен в рамках творческой Лаборатории фестиваля «Музыкальное сердце театра» в 2024 году. Композитор, автор идеи и песен – Андрей Колесников, авторы либретто Леонид Острецов и Александр Немировский.

## Дискография
- 2006 — «1!» (Первый)
- 2010 — «Занавеска» (совместно с Максимом Чикаловым)
- 2011 — «До понедельника» (совместно с Максимом Чикаловым)
- 2011 — «Аудио и видео» — переиздание записей с Артемом Пименовым
- 2013—2014 «Ходики» (совместно с Максимом Чикаловым)
- 2015 — «Тандем» (совместно с Максимом Чикаловым)
- 2020 – «Полочка для Чуда» (совместно с Ириной Колесниковой, Дмитрием Бикчентаевым, Олегом Ковалёвым)
- 2022 – «Семь новогодних песен» (совместно с Ириной Колесниковой)